# Rengårdstjärnen (Bygdeå socken, Västerbotten)
Rengårdstjärnen är en sjö i Robertsfors kommun i Västerbotten och ingår i Dalkarlsån-Sävaråns kustområde.